# 事業所得
事業所得（じぎょうしょとく）は、所得税における課税所得の区分の一つであって、農業、漁業、製造業、卸売業、小売業、サービス業その他の事業で政令で定めるものから生ずる所得（山林所得又は譲渡所得に該当するものを除く）をいう（所得税法27条1項）。
恒常性所得のうち、勤労性所得と資産性所得が結合したものといえる。
事業所得を大きく分けると、農業および家畜・家禽の生産、酪農品の生産などを対象とした農業所得と卸売業、小売業、飲食店業、製造業、建設業、金融業、運輸業、修理業、サービス業などのいわゆる「営業」を対象とした営業等所得に分けられる（医師、弁護士、作家、俳優、職業野球選手、外交員、大工などの自由業や漁業は後者に含まれる）。

## 他の所得と競合する場合の所得区分

### 雑所得と事業所得の区分

#### 2021年分までの雑所得と事業所得の判定基準
営利を目的とする継続的な副業は業務に係る雑所得になる。営利目的の業務は、本業（事業所得）、副業（業務に係る雑所得）、非継続的（その他の雑所得）の3つに分かれる。事業所得と雑所得の境目は何度も裁判になっている。大きな給与所得がある状況で、小さな売上しかない業務は、通常は副業と解釈される。個人事業の開業届出書を提出したから事業所得になるというわけではない。副業でも個人事業主になれるが、個人事業の開業届出書は雑所得を対象としていないため、所得の種類には雑所得の選択肢は無い。グレーゾーンがあるため、曖昧な場合は税務署に問い合わせると良い。

#### 2022年分からの雑所得と事業所得の判定基準
2022年分から法令解釈通達が改正となった。営利目的の業務は、事業所得、業務に係る雑所得、その他の雑所得（非継続的）の3つに分かれる。事業所得と業務に係る雑所得は下記表に基づいて判定する。
| 収入金額（売上） | 記帳・帳簿書類の保存あり             | 記帳・帳簿書類の保存なし |
| ---------------- | ------------------------------------ | ------------------------ |
| 300万円以下      | 下記の注に該当しなければ概ね事業所得 | 常に業務に係る雑所得     |
| 300万円超        | 下記の注に該当しなければ概ね事業所得 | 概ね業務に係る雑所得     |

注：下記条件に該当する場合は、事業所得ではなく、業務に係る雑所得、もしくは、その他の雑所得とする。
1. その所得の収入金額が僅少と認められる場合。その所得の収入金額が、例年（概ね3年程度の期間）300万円以下で、主たる収入に対する割合が10％未満の場合など。
2. その所得を得る活動に営利性が認められない場合。その所得が例年赤字で、かつ、赤字を解消するための取組を実施していない（収入を増加させる、あるいは、所得を黒字にするための営業活動等を実施していない）場合など。

収入金額が300万円超の場合は、帳簿がなくても、事業所得と認められる事実がある場合は事業所得とする。ただし税務署とのトラブルを避けるためにも帳簿はつけるべきである。

### 給与所得と事業所得の区分
事業所得と給与所得を区分するに当たっては以下の点などを総合的に考慮すべきである。
- 給付の対価が固定されているのか、それとも、利益および損失の引受けがあるのか
- 業務に反復継続性があるか
- 独立性があるか、それとも、指揮命令系統へ従属しているか

最高裁判所では、以下のように判示している。
- 事業所得とは、『自己の計算と危険において独立して営まれ、営利性、有償性を有し、かつ反覆継続して遂行する意志と社会的地位とが客観的に認められる業務から生ずる所得をいう』[7]。
- 給与所得とは、『雇用契約又はこれに類する原因に基づき、使用者の指揮命令に服して提供した労務の対価として使用者から受ける給付をいう』[7]。

## 課税方式
事業所得の金額 ＝ 総収入金額 ー 必要経費<ref>[https://www.nta.go.jp/taxes/shiraberu/taxanswer/shotoku/1350.htm　No.1350 事業所得の課税のしくみ(事業所得)｜国税庁]</ref><ref>所得税法27条2項</ref>
事業所得は、原則として総合課税である。事業所得の金額が他の所得と合算され、総所得金額として計算される。なお、必要経費が総収入金額を上回れば、事業所得はマイナスとなり、一定の範囲で他の所得と損益通算をすることができる。この点で、給与所得等の所得と比べ、納税者に有利であるともいえる。
青色申告者は、不動産所得または事業所得において、最高65万円、55万円又は10万円の青色申告特別控除を受けることができる。65万円と55万円は事業的規模の不動産所得又は事業所得を有するときに限られる（10万円は山林所得も可）。
事業所得であっても、株式等に係る譲渡所得等の課税の特例に該当するもの、先物取引に係る雑所得等の課税の特例に該当するものは、申告分離課税となる。
事業所得には、事業税の課税対象になるものがある（所得税の確定申告をすれば、個人事業税の申告は不要）。
また事業所得には、消費税の課税対象になるものがある（所得税の確定申告をしても、個人消費税の申告が必要な場合がある）。

### 事業専従者
生計一の配偶者その他の親族に支払う給与は、基本的に必要経費にならないが、次の例外が認められる。
- 青色事業専従者給与の特例　-　青色申告者が青色事業専従者に支払う適正な給与で事前届出を行ったもの
- 事業専従者控除の特例　-　白色申告者の事業専従者が配偶者であれば最大86万円、配偶者でなければ一人につき最大50万円が必要経費にみなされる

なお、（青色）事業専従者である親族は、控除対象配偶者や扶養親族になれない。

### 家内労働者等の必要経費の特例
事業所得と雑所得において、家内労働者等（家内労働法に規定する家内労働者や、外交員、集金人、電力量計の検針人のほか、特定の者に対して継続的に人的役務の提供を行うことを業務とする人）の必要経費の計算には特例がある。実際の必要経費が65万円未満でも必要経費として65万円まで認められるものであり、給与収入が65万円以上あるときはこの特例は受けられない。なお2020年分～2024年分においては、65万円は55万円であった。

### 社会保険診療報酬の所得計算の特例
医業または歯科医業の社会保険診療の収入金額が5000万円以下で、その他のいくつかの条件を満たす場合、実際の必要経費ではなく、概算経費で代用出来る（租税特別措置法26条）。概算経費と実際の必要経費の大きい方を採用すれば良い。この規定は法人にも適用される。
| 社会保険診療報酬          | 概算経費率 | 概算経費加算額 |
| ------------------------- | ---------- | -------------- |
| 2,500万円以下             | 72%        | 0円            |
| 2,500万円超 3,000万円以下 | 70%        | 50万円         |
| 3,000万円超 4,000万円以下 | 62%        | 290万円        |
| 4,000万円超 5,000万円以下 | 57%        | 490万円        |

|  | 現在、技術上の問題で一時的にグラフが表示されなくなっています。 |

## 開業届出と青色申告の手続き
事業所得・不動産所得・山林所得が生じる事業を開始した際は、個人事業の開業届出書を税務署に提出する必要がある。（個人事業税が課される所得については、事業開始等申告書がある。）
青色申告を選択する際は、所得税の青色申告承認申請書を税務署に提出する。青色申告には各種の特典がある。